# Van Wert (Ohio)
Pour les articles homonymes, voir Van Wert.
Van Wert est une ville de l'État de l'Ohio, aux États-Unis. Elle est le siège du comté de Van Wert.

## Géographie
Selon les données du Bureau du recensement des États-Unis, Van Wert a une superficie de 15,8 km² (soit 6,1 mi²), dont 15,3 km² (soit 5,9 m²) en surfaces terrestres et 0,5 km² (soit 0,2 mi²) en surfaces aquatiques.

## Démographie
Van Wert était peuplée, lors du recensement de 2000, de 10 690 habitants.

## Personnalités
- Constance Eirich (1888-1973), géologue américaine, est née à Van Wert.